# Umweltbank

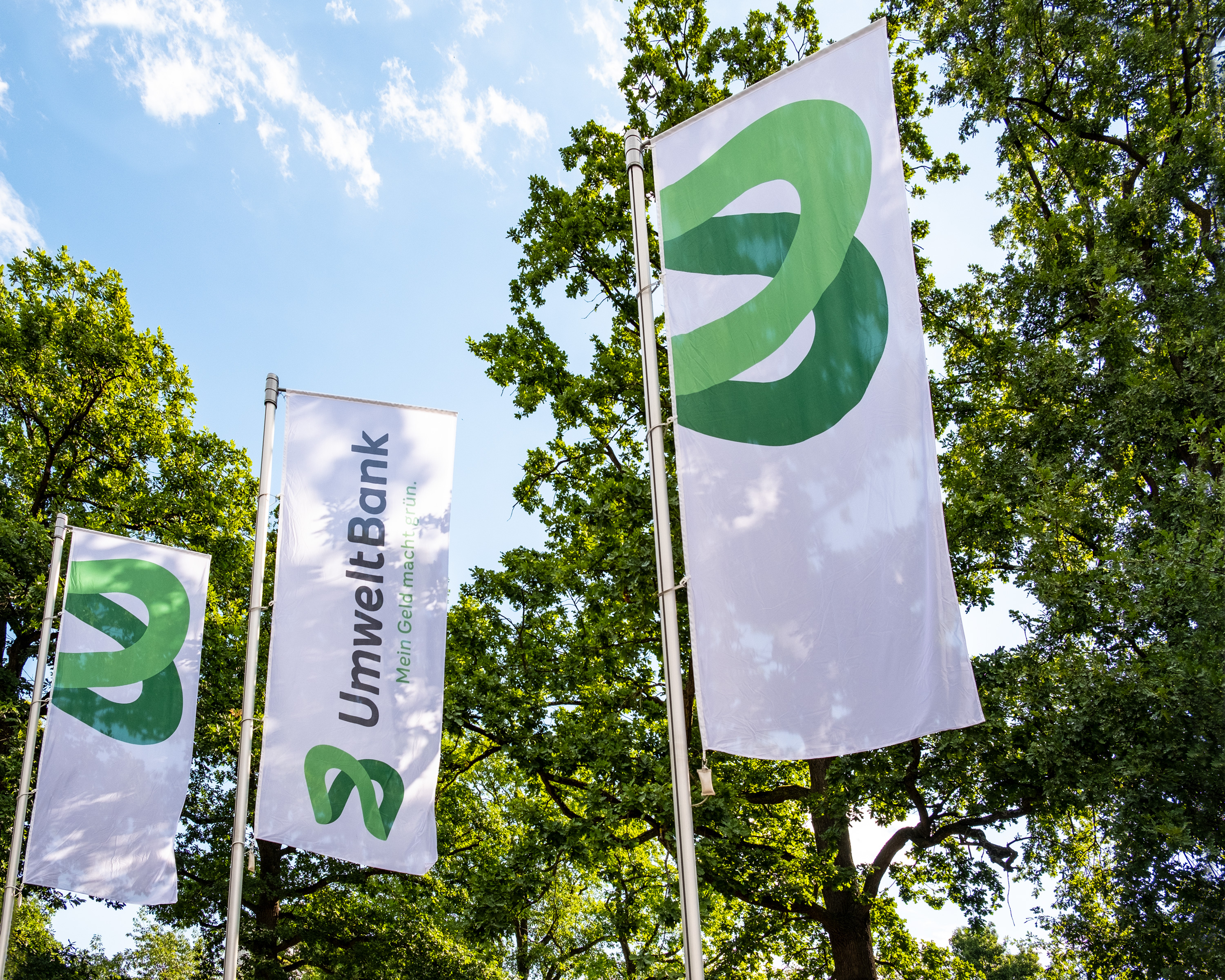
Umweltbank-Flaggen mit Logo

Die Umweltbank AG (Eigenschreibweise UmweltBank) ist eine deutsche Direktbank, die mit ihren Kundeneinlagen ausschließlich ökologische Kreditprojekte finanziert. Sie verfolgt damit die Idee des nachhaltigen Banking.

## Unternehmensphilosophie
Die Umweltbank hat das Ziel, durch ihre Geschäftstätigkeit in jeder Hinsicht zum Schutz der Umwelt beizutragen, in ihrer Satzung verankert. In der Präambel heißt es dort: „Die UmweltBank fördert die nachhaltige Entwicklung der Gesellschaft mit dem Ziel, eine lebenswerte Welt für kommende Generationen zu erhalten und zu schaffen. Die Bank orientiert sich bei ihrer Geschäftstätigkeit an den Nachhaltigkeitszielen der Vereinten Nationen. Insbesondere leistet sie Beiträge zur Verwirklichung von nachhaltigen Städten und Gemeinden, von bezahlbarer und sauberer Energie und zum Klimaschutz. Dabei achtet sie auf nachhaltige Produktion und Konsum sowie auf Geschlechtergerechtigkeit. Ehrlichkeit und Transparenz sowie Menschenorientierung sind handlungsleitende Werte. Ein stabiles ökonomisches Fundament ist die Voraussetzung für eine erfolgreiche Arbeit.“

### Geschäftsmodell
Die Bank finanziert mit ihren Kundeneinlagen ausschließlich ökologische Kreditprojekte in den Bereichen Solar, ökologische und soziale Baufinanzierungen, Wind- und Wasserkraftprojekte, Biomasseprojekte sowie ökologische Landwirtschaft.
Die Umweltbank finanziert Projekte und investiert in Unternehmen, die eine ökologische Verbesserung der aktuellen Lebenssituation ermöglichen – im Einklang mit den 17 Zielen für nachhaltige Entwicklung der Vereinten Nationen (Sustainable Development Goals, kurz SDGs). Dies hat sie in ihren Anlage- und Finanzierungsgrundsätzen definiert.
Für die Positivkriterien liegt ihr Fokus auf folgenden SDGs, da die Umweltbank in diesen Bereichen am meisten bewirken und so zur Verbesserung der Gesamtsituation beitragen kann:
- SDG 11: nachhaltige Städte und Gemeinden
- SDG 7: bezahlbare und saubere Energie
- SDG 13: Klimaschutz

Sie achtet darüber hinaus stets auf nachhaltige Produktion und Konsum (SDG 12) sowie auf Geschlechtergerechtigkeit (SDG 5).
Die Umweltbank schließt bei ihren Finanzierungen und Investitionen jegliche Form von Verhalten aus, das zur Verschlechterung der Lebensqualität von Menschen und Tieren beiträgt und/oder dem Erhalt der Natur schadet. Dazu zählen unter anderem folgende Verhaltensweisen:
Umweltschädliches Verhalten
- Stromerzeugung aus Kohle oder Öl
- Verwendung von Erdgas
- Atomenergie
- Giftstoffe
- Gentechnik

Schädliche Wirtschaftspraktiken
- Waffen & Militärgüter
- Suchtmittel
- Unternehmen mit Korruptionsvorfällen

Menschen- und Arbeitsrechtsverletzungen
- Zwangsarbeit
- Kinderarbeit
- Verbot von gewerkschaftlicher Organisation
- Diskriminierung

### Gremien
Die Einhaltung der ökologischen Kriterien bei der Kreditvergabe wird von einem unabhängigen Umweltrat kontrolliert. Als ökologisches Kontrollgremium berät dieser die Umweltbank in Umweltfragen und ist damit das direkte Pendant zum Aufsichtsrat.

### Aktie
Die Aktien der Bank befinden sich zu rund 84,4 Prozent in Streubesitz, überwiegend gehalten von Kunden und Mitarbeitern. Die übrigen 15,6 Prozent hält die GLS Gemeinschaftsbank (Stand: 26. April 2018).
Das gezeichnete Kapital ist in rund 31 Millionen Inhaberstückaktien eingeteilt Die Umweltbank-Aktie wird im Marktsegment m:access der Börse München gehandelt.

## Geschichte und Zahlen

Ehemaliges Logo

Die Bank wurde 1994 von Horst P. Popp gegründet. Anfang 1997 startete sie den Geschäftsbetrieb mit der Eintragung der Vollbanklizenz in das Handelsregister. Mitte des Jahres 2001 ging sie an die Börse. Seit ihrer Gründung ist die Bilanzsumme der Umweltbank kontinuierlich gewachsen:
|                              | 1997 (Gründung) | […] | 2010    | 2011    | 2012    | 2013    | 2014    | 2015    | 2016    | 2017    | 2018    | 2019    | 2020    | 2021    | 2022    |  |
| ---------------------------- | --------------- | --- | ------- | ------- | ------- | ------- | ------- | ------- | ------- | ------- | ------- | ------- | ------- | ------- | ------- |  |
| Kunden                       | 7.000           |     | 86.116  | 106.295 | 111.385 | 114.408 | 115.306 | 114.681 | 114.661 | 113.694 | 113.290 | 116.180 | 121.166 | 132.087 | 132.257 |  |
| Mitarbeiter                  | 32              |     | 142     | 146     | 142     | 138     | 141     | 132     | 139     | 149     | 172     | 201     | 250     | 299     | 332     |  |
| Geschäftsvolumen [Mio. Euro] | 52,2            |     | 1.939,8 | 2.273,1 | 2.566,3 | 2.737,4 | 2.855,9 | 2.985,7 | 3.416   | 3.766   | 4.119   | 4.518   | 5.393   | 6.451   | 6.602   |  |
| Bilanzsumme [Mio. Euro]      | 39,5            |     | 1.762,9 | 1.994,0 | 2.332,7 | 2.512,8 | 2.595,4 | 2.757,7 | 3.206   | 3.485   | 3.699   | 4.095   | 4.944   | 5.928   | 5.981   |  |
| Anlagevolumen [Mio. Euro]    | 15,5            |     | 1.179,7 | 1.338,1 | 1.554,9 | 1.720,4 | 1.808,0 | 1.938,2 | 2.056   | 2.157   | 2.330   | 2.529   | 2.694   | 2.954   | 3.176   |  |
| Kreditvolumen [Mio. Euro]    | 25,5            |     | 1.449,7 | 1.732,6 | 1.916,8 | 2.125,1 | 2.245,8 | 2.496,2 | 2.596   | 2.669   | 2.895   | 3.156   | 3.503   | 3.543   | 3.703   |  |
| Jahresüberschuss [Mio. Euro] | 0               |     | 10,004  | 11,008  | 12,043  | 13,447  | 14,542  | 15,586  | 16,154  | 16,662  | 16,936  | 17,172  | 18,498  | 19,375  | 19,549  |  |

Die Bank veröffentlicht jährlich ein Kreditportfolio, in dem eingesehen werden kann, welche Arten von Projekten finanziert wurden. Das Kreditportfolio setzte sich im Geschäftsjahr 2020 wie folgt zusammen: Sonnenenergie 31,4 Prozent, Wohnen 29,6 Prozent, Wind- und Wasserkraftprojekte 20,8 Prozent, Sozial- und Gewerbeimmobilien 7,2 Prozent, Biomasse- und Wärmekonzepte 1,7 Prozent und nachhaltige Wirtschaft 9,3 Prozent.

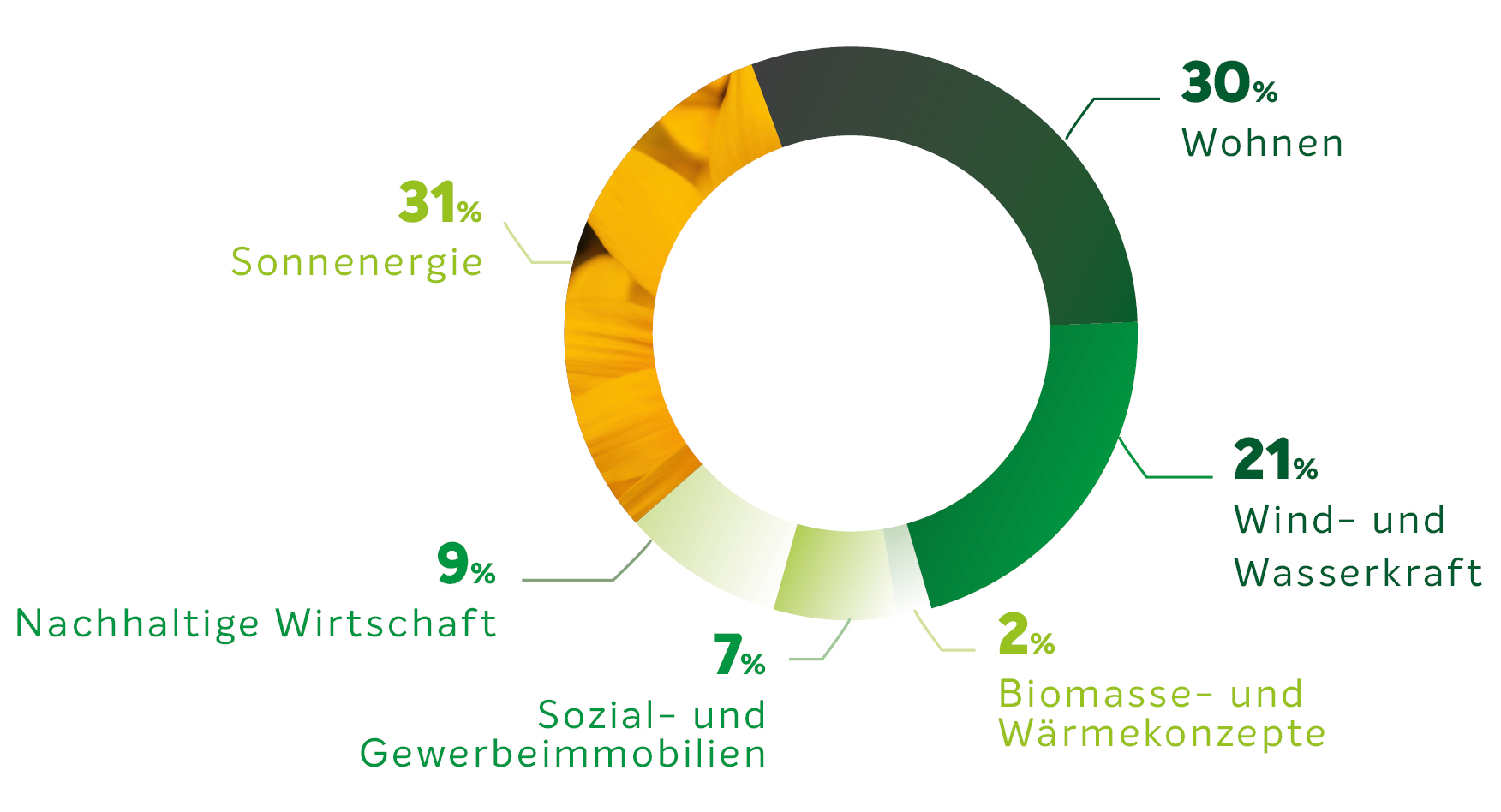
Umweltbank: Struktur des Kreditgeschäfts (Geschäftsjahr: 2020) nach Branchen und Volumen. Kreditinanspruchnahme 3.120 Mio. €, Volumen in % zum 31. Dezember 2020.

Das Gesamtvolumen der geförderten Projekte, welches sich aus Kreditinanspruchnahmen und offenen Kreditzusagen zusammensetzt, betrug im Geschäftsjahr 2020 gut 3,1 Mrd. Euro. Das Verhältnis von Kreditvolumen zu Kundeneinlagen lag 2020 bei 116 Prozent. Insgesamt konnte im Jahr 2020 eine Kohlenstoffdioxid-Einsparung in Höhe von 1.098.161 t CO2 erzielt werden. Seit Gründung der Bank wurden mehr als 23.800 Kreditprojekte gefördert.
Die Bank ist Mitglied der gesetzlichen Einlagensicherung, gehört jedoch keinem Einlagensicherungsfonds an; geschützt sind somit Einlagen bis 100.000 Euro in voller Höhe.

## Öffentlichkeit

### Auszeichnungen
Seit ihrer Gründung erhielt das Unternehmen verschiedene Auszeichnungen, unter anderem den Goldenen Bullen für Nachhaltigkeit 2009, den B.A.U.M. Umweltpreis 2010, den Deutschen CSR-Preis 2013  und wurde im Rahmen des Wettbewewerbs Büro & Umwelt 2017 ausgezeichnet. Darüber hinaus erhielt die Umweltbank 2018 den Nachhaltigkeitspreis von Neumarkter Lammsbräu in der Kategorie "Unternehmen" für die erfolgreiche Verbindung ökonomischer und ökologischer Zielsetzungen. Im Jahr 2019 wurde sie mit dem Umweltpreis der Bayerischen Landesstiftung für ihre Vorreiterrolle im Bereich Sustainable Finance ausgezeichnet.
Darüber hinaus wurde die Umweltbank in verschiedenen Tests und Befragungen sehr gut bewertet. In den Jahren 2017 bis 2020 wurde die Umweltbank beim Neukunden-Hotline-Test von Chip ausgezeichnet. Verglichen wurden verschiedene Direktbanken hinsichtlich ihrer Erreichbarkeit, der Wartezeit, dem Service und der Transparenz. Die Umweltbank belegte jeweils den zweiten Platz.
Bei der Kundenbefragung des Deutschen Instituts für Servicequalität im Auftrag von n-tv wurde die Umweltbank in den Jahren 2017, 2018 und 2020 mit dem Qualitätsurteil „sehr gut“ ausgezeichnet. Bewertet wurde die Kundenzufriedenheit in den Bereichen Service, Konditionen, Transparenz, Sicherheit, Image beziehungsweise Ruf der Bank und Produktspektrum. Zusätzlich flossen Kundenärgernisse und Weiterempfehlungsbereitschaft in das Gesamtergebnis ein.

### Engagement
Das Unternehmen fördert verschiedene Umweltverbände und Naturschutzorganisationen durch Spenden und Mitgliedsbeiträge. Sie ist Mitglied in verschiedenen Interessengemeinschaften und Verbänden, die sich für den Erhalt der Umwelt und eine ökologische Lebensweise einsetzen bzw. den Ausbau von Erneuerbaren Energien fördern.
Die Umweltbank ist offizieller Träger des Gütesiegels Fair Company.
Sie hat 2017 ein Umweltmanagementsystem eingeführt, das nach den Richtlinien des Eco Management and Audit Schemes validiert ist. Zusätzlich berichtet die Umweltbank jährlich über ihre Geschäftstätigkeit in einem Nachhaltigkeits- und Geschäftsbericht. Hierzu verwendet sie den internationalen Standard der Global Reporting Initiative.
Mit der Unterzeichnung der Charta der Vielfalt setzt sie sich für Anerkennung und Wertschätzung aller Menschen in ihrer Unternehmenskultur ein.
Die Umweltbank ist die erste Bank in Deutschland, die ein geprüftes Nachhaltigkeitsrating für die Vergabe von Baukrediten nutzt. Dazu sagt die Deutsche Gesellschaft für Nachhaltiges Bauen Folgendes: „Mit ihrem Anfang 2019 neu aufgelegten Bewertungssystem UmweltRating ist die Umweltbank AG die erste Bank, die den Anerkennungsprozess der DGNB erfolgreich durchlaufen hat. Zur Errechnung der individuellen Bonitätsklasse eines Vorhabens orientiert sich die Umweltbank dabei zu einem großen Teil an DGNB Kriterien. Zudem werden die DGNB Zertifikate in Platin, Gold und Silber jeweils als adäquater Nachweis akzeptiert.“

### Kritik
Die Zeitschrift Finanztest berichtete 2012, dass einige Anleger von dem Haus enttäuscht seien. Die Bank habe ihnen mit falschen Werbeaussagen riskante Beteiligungen an Windparks angeboten und verkauft. Weiterhin sollen langjährige Investitionen in Windparks als sichere Altersvorsorge empfohlen worden sein. Die Verluste, welche Anleger zahlreicher durch die Umweltbank vertriebener geschlossener Fonds verbuchen mussten, hätten zu Vorwürfen geführt, die Umweltbank habe Anleger bewusst über die Risiken der Windfonds getäuscht.
Der Spiegel berichtete Anfang 2014, dass viele Windkraft-Projekte, in die Sparer mit dem Versprechen auf hohe Rendite gelockt wurden, schlecht laufen. Als ein Beispiel wird von einer Windpark-Beteiligung berichtet, die die Umweltbank als „ideale Zusatzrente“ angepriesen habe, bei der aber nach kurzer Zeit die in Aussicht gestellten Überweisungen ausgeblieben waren.
In einer Klage des Verbraucherzentrale Bundesverbands (vzbv) gegen die Umweltbank unterlag die Umweltbank vor dem OLG Nürnberg (Az.: 3 U 2124/13). Das Urteil ist rechtskräftig. Nach Ansicht des Gerichts durfte die Bank nicht auf die Vorteile (hohe Genussrechtszinsen) hinweisen, ohne auch die Risiken entsprechend darzustellen.
Anfang 2015 wurde die Umweltbank kritisiert, weil sie auf ihrer Homepage nicht darüber informierte, dass dem Vorstand für das Jahr 2013 keine Entlastung erteilt wurde.
Nach einem im April 2015 erschienenen Bericht der Berliner Tageszeitung soll die Umweltbank den angestellten Werkstudenten bezahlten Urlaub und die Lohnfortzahlung im Krankheitsfall verweigert haben. Die Umweltbank verstoße damit gegen geltendes Arbeitsrecht. Die Bank hat dies laut Vorstand aufgrund eines unangemessenen Verwaltungsaufwandes unterlassen, der im Zuge eines flexiblen Arbeitsmodells entsteht. Ein Student soll aufgrund eines gestellten Urlaubsantrages fristlos und ohne Grund entlassen worden sein. Jedoch wird laut Angaben des Vorstands Horst Popp dieses Modell aus Gründen der Rechtssicherheit nicht mehr angeboten. Eine gerichtliche Auseinandersetzung zwischen der Bank und den betreffenden Werkstudenten steht noch aus.
Am 30. April 2015 trat der Gründer und langjährige Vorstandsvorsitzende der Umweltbank, Horst P. Popp, nach anhaltender Kritik als Vorstand zurück. Laut eines Berichtes des Handelsblatts wird ihm unter anderem vorgeworfen, bei der Entlastung des Vorstandes für das Geschäftsjahr 2013 gegen das Aktiengesetz verstoßen zu haben. Weiter soll er beim Vertrieb von Windpark-Fonds und Genussscheinen ungenügend auf die dabei bestehenden Risiken hingewiesen haben. Auf der Hauptversammlung am 15. Juni 2015 wurde die Umweltbank durch Anlegervertreter heftig kritisiert für mangelnde Transparenz und Entscheidungen nach „Gutsherrenart“. Wegen eines Computerfehlers musste die Versammlung ergebnislos geschlossen werden.